# بطولة العالم للأندية 2000
بطولة العالم للأندية 2000 (بالإنجليزية: 2000 FIFA Club World Championship) هي أول بطولة لكأس العالم للأندية وقد أقيمت في البرازيل في الفترة من 5 يناير إلى 14 يناير 2000.
شاركت في المسابقة ثمانية فرق، اثنان من أمريكا الجنوبية، اثنان من أوروبا، وواحد من كل من أمريكا الشمالية، أفريقيا، آسيا وأوقيانوسيا. أقيمت أول مباراة في تاريخ البطولة يوم 5 يناير 2000 بين ريال مدريد الإسباني والنصر السعودي في ساو باولو، حين سجل الفرنسي نيكولا أنيلكا أول هدف في تاريخ كأس العالم للأندية في المباراة التي انتهت بفوز ريال مدريد 3–1.
حقق كورينثيانز البطولة على حساب فاسكو دا غاما بفضل ركلات الجزاء الترجيحية 4–3، بعدما استمرت نتيجة التعادل السلبي 0–0 في الوقت الإضافي.

## قائمة الفرق المشاركة
| الفريق          | الاتحاد القاري              | طريقة التأهل                         |
| --------------- | --------------------------- | ------------------------------------ |
| كورينثيانز      | كونميبول                    | بطل الدوري البرازيلي 1998 (المستضيف) |
| النصر           | الاتحاد الآسيوي لكرة القدم  | بطل كأس السوبر الآسيوي 1998          |
| ريال مدريد      | الاتحاد الأوروبي لكرة القدم | بطل كأس الإنتركونتيننتال 1998        |
| فاسكو دا غاما   | كونميبول                    | بطل كوبا ليبرتادوريس 1998            |
| مانشستر يونايتد | الاتحاد الأوروبي لكرة القدم | بطل دوري أبطال أوروبا 1998–99        |
| جنوب ملبورن     | اتحاد أوقيانوسيا لكرة القدم | بطل بطولة الأندية الأوقيانية 1999    |
| نيكاكسا         | كونكاكاف                    | بطل كأس أبطال الكونكاكاف 1999        |
| الرجاء الرياضي  | الاتحاد الأفريقي لكرة القدم | بطل دوري أبطال أفريقيا 1999          |

## الملاعب
| ساو باولو                                    | ريو دي جانيرو ساو باولوبطولة العالم للأندية 2000 (البرازيل) | ريو دي جانيرو                                 |
| -------------------------------------------- | ----------------------------------------------------------- | --------------------------------------------- |
| ملعب مورومبي                                 | ريو دي جانيرو ساو باولوبطولة العالم للأندية 2000 (البرازيل) | ملعب ماراكانا                                 |
| 23°36′0″S 46°43′12″W / 23.60000°S 46.72000°W | ريو دي جانيرو ساو باولوبطولة العالم للأندية 2000 (البرازيل) | 22°54′42″S 43°13′49″W / 22.91167°S 43.23028°W |
| السعة: 80،000                                | ريو دي جانيرو ساو باولوبطولة العالم للأندية 2000 (البرازيل) | السعة: 103،022                                |
|                                              | ريو دي جانيرو ساو باولوبطولة العالم للأندية 2000 (البرازيل) |                                               |

## قوائم الفرق
أنظر هنا، قوائم الفرق في بطولة العالم للأندية 2000.

## الحكام
تم اختيار ثمان حكام، وثمان حكام مساعدين من ست اتحادات قارية لإدارة البطولة.
| الاتحاد    | الحكم                        | الحكم المساعد                   |
| ---------- | ---------------------------- | ------------------------------- |
| آسيا       | سعد كميل                     | سيرجي يوفمتسيف                  |
| أفريقيا    | فالا ندويي                   | علي توموسانغ                    |
| كونكاكف    | ويليام ماتوس                 | حسيب محمد                       |
| كونميبول   | هوراسيو إليزوندو أوسكار رويز | ميغيل جياكوموزي فيرناندو كريسكي |
| أوقيانوسيا | ديريك روج                    | لافيتالا سياوموا                |
| أوروبا     | ستيفانو براسكي ديك يول       | جينس لارسن جاسك بوسينيل         |

## نظام البطولة
تم تقسيم الفرق المشاركة إلى مجموعتين من أربعة فرق، يتأهل متصدر كل مجموعة إلى المباراة النهائية بينما يلعب صاحب المركز الثاني مع نظيره من المجموعة الأخرى مباراة لتحديد المركز الثالث.

## دور المجموعات

### المجموعة أ
| الفريق          | لعب | فاز | تعادل | خسر | له | عليه | الفارق | النقاط |
| --------------- | --- | --- | ----- | --- | -- | ---- | ------ | ------ |
| كورينثيانز      | 3   | 2   | 1     | 0   | 6  | 2    | +4     | 7      |
| ريال مدريد      | 3   | 2   | 1     | 0   | 8  | 5    | +3     | 7      |
| النصر           | 3   | 1   | 0     | 2   | 5  | 8    | −3     | 3      |
| الرجاء البيضاوي | 3   | 0   | 0     | 3   | 5  | 9    | −4     | 0      |

| ريال مدريد                                                     | 3–1            | النصر                          |
| -------------------------------------------------------------- | -------------- | ------------------------------ |
| نيكولا أنيلكا 21' · راؤول غونزاليس 61' · سافيو 69' (ضربة جزاء) | تقرير المباراة | فهد الهريفي 45+1' (ضربة جزاء.) |

| كورينثيانز                            | 2–0            | الرجاء البيضاوي |
| ------------------------------------- | -------------- | --------------- |
| لويس بومبانتو 50' · فابیو لوسیانو 64' | تقرير المباراة |                 |

| ريال مدريد             | 2–2            | كورينثيانز       |
| ---------------------- | -------------- | ---------------- |
| نيكولا أنيلكا 19'، 71' | تقرير المباراة | ادیلسون 28'، 64' |

| الرجاء البيضاوي                                                   | 3–4            | النصر                                                          |
| ----------------------------------------------------------------- | -------------- | -------------------------------------------------------------- |
| مهدي الدوسري 25' (ه.ذ.) · بوشعيب المباركي 67' · طلال القرقوري 73' | تقرير المباراة | فؤاد أنور 4' · أحمد بهجا 49' · فهد الهريفي 51' · موسى صايب 86' |

| ريال مدريد                                                    | 3–2            | الرجاء البيضاوي                   |
| ------------------------------------------------------------- | -------------- | --------------------------------- |
| فرناندو هييرو 49' · فيرناندو موريانتس 53' · جيريمي نجيتاب 88' | تقرير المباراة | يوسف أشامي 28' · مصطفى مستودع 59' |

| النصر | 0–2            | كورينثيانز                        |
| ----- | -------------- | --------------------------------- |
|       | تقرير المباراة | ريكاردينيو 24' · فريدي رينكون 81' |

### المجموعة ب
| الفريق          | لعب | فاز | تعادل | خسر | له | عليه | الفارق | النقاط |
| --------------- | --- | --- | ----- | --- | -- | ---- | ------ | ------ |
| فاسكو دا غاما   | 3   | 3   | 0     | 0   | 7  | 2    | +5     | 9      |
| نيكاكسا         | 3   | 1   | 1     | 1   | 5  | 4    | +1     | 4      |
| مانشستر يونايتد | 3   | 1   | 1     | 1   | 4  | 4    | 0      | 4      |
| جنوب ملبورن     | 3   | 0   | 0     | 3   | 1  | 7    | −6     | 0      |

| مانشستر يونايتد | 1–1            | نيكاكسا                |
| --------------- | -------------- | ---------------------- |
| دوايت يورك 88'  | تقرير المباراة | كريستيان مونتسينوس 14' |

| فاسكو دا غاما                 | 2–0            | جنوب ملبورن |
| ----------------------------- | -------------- | ----------- |
| فيليبي جورج 53' · إدموندو 86' | تقرير المباراة |             |

| مانشستر يونايتد | 1–3            | فاسكو دا غاما                  |
| --------------- | -------------- | ------------------------------ |
| نيكي بات 81'    | تقرير المباراة | روماريو 24'، 26' · إدموندو 43' |

| جنوب ملبورن           | 1–3            | نادي نيكاكسا                                                                       |
| --------------------- | -------------- | ---------------------------------------------------------------------------------- |
| جون أناستازيادس 45+2' | تقرير المباراة | كريستيان مونتسينوس 19' (ضربة جزاء) · أوغستين ديلغادو 29' · كابريرا 79' (ضربة جزاء) |

| مانشستر يونايتد        | 2–0            | جنوب ملبورن |
| ---------------------- | -------------- | ----------- |
| كوينتون فورتشن 8'، 20' | تقرير المباراة |             |

| نيكاكسا          | 1–2            | فاسكو دا غاما                 |
| ---------------- | -------------- | ----------------------------- |
| أليكس اجيناجا 5' | تقرير المباراة | اودفن سيلفا 14' · روماريو 69' |

## مباراة تحديد المركز الثالث
| نيكاكسا                                                                               | 1–1 (ب.و.إ.) | ريال مدريد                                                                               |
| ------------------------------------------------------------------------------------- | ------------ | ---------------------------------------------------------------------------------------- |
| أوغستين ديلغادو 58'                                                                   |              | راؤول غونزاليس 15'                                                                       |
| ركلات الترجيح                                                                         |              |                                                                                          |
| سيرجيو فاسكيز · سلفادور كابريرا · لويس إرنستو بيريز · أليكس أغيناغا · أوغستين ديلغادو | 4–3          | صامويل إيتو · إيفان هيليغيرا · ستيف ماكمانامان · فيرناندو موريانتس · خافيير دورادو بيلسا |

## المباراة النهائية
| كورينثيانز                                                                    | 0–0 (ب.و.إ.)   | فاسكو دا غاما                                        |
| ----------------------------------------------------------------------------- | -------------- | ---------------------------------------------------- |
|                                                                               | تقرير المباراة |                                                      |
| ركلات الترجيح                                                                 |                |                                                      |
| رينكيون · فرناندو بايانو · لويزاو · إدواردو سيزار غاسبار · مارسيلينهو كاريوكا | 4–3            | روماريو · أليكس أوليفيرا · غيلبرتو · فيولا · إدموندو |

## الترتيب النهائي
| الترتيب | الفريق          | لعب | فوز | تعادل | خسارة | له | عليه | الفرق | النقاط |
| ------- | --------------- | --- | --- | ----- | ----- | -- | ---- | ----- | ------ |
| الأول   | كورينثيانز      | 4   | 2   | 2     | 0     | 6  | 2    | 4+    | 8      |
| الثاني  | فاسكو دا غاما   | 4   | 3   | 1     | 0     | 7  | 2    | 5+    | 10     |
| الثالث  | نيكاكسا         | 4   | 1   | 2     | 1     | 6  | 5    | 1+    | 5      |
| 4       | ريال مدريد      | 4   | 2   | 2     | 0     | 9  | 6    | 3+    | 8      |
| 5       | مانشستر يونايتد | 3   | 1   | 1     | 1     | 4  | 4    | 0     | 4      |
| 6       | النصر           | 3   | 1   | 0     | 2     | 5  | 8    | 3−    | 3      |
| 7       | الرجاء الرياضي  | 3   | 0   | 0     | 3     | 5  | 9    | 4−    | 0      |
| 8       | جنوب ملبورن     | 3   | 0   | 0     | 3     | 1  | 7    | 6−    | 0      |

## الجوائز
تم تسليم الجوائز التالية في ختام البطولة.
| أديداس الكرة الذهبية                               | أديداس الكرة الفضية                                | أديداس الكرة البرونزية                                                 |
| -------------------------------------------------- | -------------------------------------------------- | ---------------------------------------------------------------------- |
| اديلسون (كورينثيانز)                               | إدموندو (فاسكو دا غاما)                            | روماريو (فاسكو دا غاما)                                                |
| أديداس الحذاء الذهبي                               | أديداس الحذاء الذهبي                               | أديداس الحذاء البرونزي                                                 |
| نيكولا أنيلكا (ريال مدريد) روماريو (فاسكو دا غاما) | نيكولا أنيلكا (ريال مدريد) روماريو (فاسكو دا غاما) | أغوستين ديلغادو (نيكاكسا) اديلسون (كورينثيانز) إدموندو (فاسكو دا غاما) |
| 3 أهداف، 0 تمريرة حاسمة                            | 3 أهداف، 0 تمريرة حاسمة                            | هدفين، تمريرة حاسمة واحدة                                              |
| جائزة فيفا للعب النظيف                             |                                                    |                                                                        |
| النصر                                              |                                                    |                                                                        |